# Рябов Анатолій Павлович
Анато́лій Па́влович Ря́бов (ерз. Рябовонь Анатолий Павлович; нар. 15 квітня 1894, с. Лобаскі тепер Ічалковського району Мордовії — †23 травня 1938, Саранськ) — ерзянський філолог, педагог, громадський діяч. Професор, автор ерзянського алфавіту на латинській основі.
Жертва сталінського терору (1938).

## Біографічні відомості
Народився в ерзянській селянській родині. Закінчив Почінковське духовне училище, Ніжинський педагогічний інститут (1916), аспірантуру НДІ народів Радянського Сходу (1929).
Викладав філологічні дисципліни в учительській семінарії, педагогічному технікумі Омську (Сірий Клин).
У 1922 — 1924 — співробітник Нижньогородського губернського відділу освіти, 1924 — 1930 — методист Мордовського бюро (підвідділу) Ради національних меншин РСФСР, співробітник Всесоюзного центрального комітету нового алфавіту при Раді національностей ЦВК СССР. Тут він розробив і передав у президіум наукової ради ВЦВК проспект нового ерзянського алфавіту на латинській основі (1932).
У 1934 — 1937 — завідувач кафедри мордовських мов Саранського агропедагогічного інституту.
У червні 1937 заарештований разом із братом Рябовим Володимиром Павловичем групою НКВД СССР і через рік убитий у тюрмі. Реабілітований самими комуністами 1956.

## Науково-дослідницька діяльність
Науково—дослідницьку діяльність розпочав у середині 1920—х років. Брав участь у Першій лінгвістичній експедиції АН СРСР під керівництвом Дмитра Бубриха (1927), займався виявленням діалектної основи ерзянської літературної мови.
З початку 1930—х співробітничав з професором—лінгвістом Є. В. Полівановим, що сприяв розвиткові його наукових поглядів. Разом із ним написав книгу «Систематична описова граматика ерзя—мордовської мови», яка залишилась ненадрукованою. Два розділи цієї монографії зберігаються в архіві АН Чехії(Прага).
В царині ерзянського мовознавства Рябов також відомий як автор праць: «Мордовські закінчення 1 та 2 pluralis praesents у безоб'єктному відмінюванні», «Про мордовські утворення nomina tewus pluralis типу kile'k „берези“» (у зб.: Доповіді АН СРСР, 1928), «До питання про позначення палаталізації в новому алфавіті» (в ж.: Революция и письменность, 1932, № 4—5), «Про наголос ерзя—мордовської мови» (там само), «Підсумки мовних конференцій Мордовії (1933 — 1935)» (там само, 1936, № 2).

## Досягнення у ерзянському мовознавстві
Рябов працював над створенням єдиних норм ерзянської літературної мови. Підготував 2 проекти ерзянської орфографії.
З доповідями та повідомленнями з проблем орфографії, морфології та термінології ерзянської мови виступав на 1—й (1933), 2—й (1934), 3—й (1935) наукових конференціях у Саранську.
Велике значення надавав також питанням викладання у мордовських національних школах, забезпечення їх методичною літературою.
Є автором та співавтором абеток «Валдо чи» — «Світлий день» (1925), «Лисьма пря: Букварде мейле ловнома книга» — «Джерело: Книга для читання після абетки» (1926); навчальний посібник «Уроки ерзянської мови»; шкільних підручників — «Эрзянь келень граматика (Морфология)» — «Граматика ерзянської мови (Морфологія)» (1933), «Эрзянь келень грамматика (Синтаксис)» (1934); двомовних словників — «Эрзянь—рузонь валкске» — «Ерзянсько—російський словник» (1930), «Рузонь—эрзянь валкске» — «Російсько—ерзянський словник» (1931).
Рябов розробив та читав у Саранському агропедагогічному інституті курс про сучасну ерзянську літературну мову.

## Вшанування пам'яті
Постать Анатолія Рябова має виняткове значення для ерзянського народу. З його ім'ям пов'язують добу національного відродження та розширення сфери застосування ерзянської мови у сфері науки та культури. Анатолія Рябова ерзяни вшанували наступним чином:
- Створено Громадський фонд порятунку ерзянської мови ім. А. П. Рябова, що реалізовує комплекс заходів, спрямованих на підтримку та розвиток ерзянської мови.
- У 1993 р. започатковано відзначення Міжнародного дня ерзянської мови, який також присвячений постаті Анатолія Рябова.
- У 1995 р. правлінням Громадського фонду порятунку ерзянської мови ім. А.П. Рябова створено щорічну Премію ім. А.П. Рябова, якою відзначають осіб, що здійснили вагомий внесок в справу порятунку ерзянської мови. Загалом відзначено понад 20 лауреатів.